# 涮
涮是一种烹饪方式，南方多稱煠（俗寫烚），指將食物置於沸水中燙熟。
- 清水或高汤，烧开。设法让汤保持翻开状态。比如，用火锅。此时，就说“吃火锅”。

- 把要吃的东西加工成极易烫熟的形状。比如，肉切成极薄的片儿，且称之为涮料。

- 夹涮料少许，夹着置入翻开的汤里，晃动几下，就是涮几下，烫熟（汤始终翻开，应该在半分钟内就可以把涮料烫熟），蘸佐料食之。涮好就吃，再涮再吃。

- 佐料，常见的有：麻汁，香油，韭菜花酱，豆腐乳，蒜泥，酱油，辣椒油等。也可以用市卖现成的“涮羊肉调料”。

- 汤里也可以放些增加鲜味的料物，如螃蟹腿。

- 汤里不要放盐。咸味应该来自佐料。除涮料本身外，滋味以来自佐料为好。汤里最好不放调味物。几个人一起吃，可以按自己口味取佐料。